# Marynowe
Marynowe (ukrainisch Маринове; russisch Мариново Marinowo; früherer deutscher Name Neu Freudental) ist ein Dorf im Süden der Ukraine im Rajon Beresiwka in der Oblast Odessa mit etwa 1000 Einwohnern.

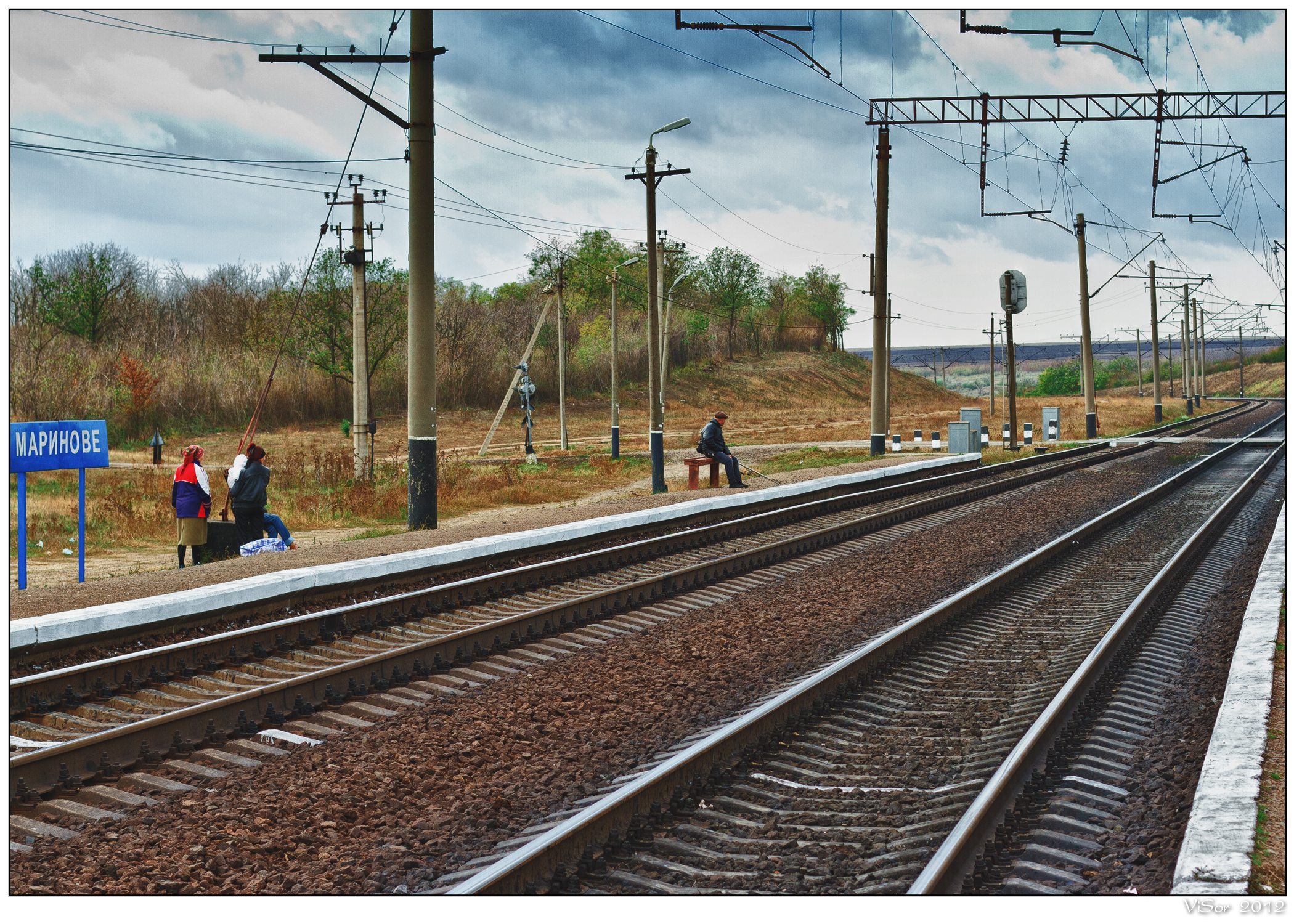
Bahnstation des Ortes

Am 12. Juni 2020 wurde das Dorf ein Teil der Siedlungsgemeinde Rauchiwka, bis dahin bildete es zusammen mit dem Dorf Balajtschuk (Балайчук) die Landratsgemeinde Marynowe (Маринівська сільська рада/Maryniwska silska rada) im Südwesten des Rajon Beresiwka.

## Geschichte
Die deutsche Kolonie Neu Freudental wurde 1815 von deutschen Kolonistenfamilien gegründet. Sie gehörte anfangs zum Freudentaler Kirchspiel und gründete gegen 1861 ein eigenes Kirchspiel.
Bis zum 25. November 1991 trug der Ort den Namen Maryniwka (Маринівка).